# 2017 v hudbě
Tento článek obsahuje události související s hudbou, které proběhly v roce 2017.

## Události
- 16. listopad – Po koncertě v pražské O2 aréně oznámili Chinaski odchod čtyř svých členů. Odchod se týká bratrů Škochových, Petra Kužvarta a Oty Petřiny ml.
- Eurovision Song Contest 2017 (květen)
- Po bombovém sebevražedném útoku v Manchesteru 22. května byl uspořádán na 4. června benefiční koncert One Love Manchester, navštívilo ho přes 50 000 lidí, pořádala ho Ariana Grande a zúčastnilo se ho 14 zpěváků a skupin.
- 17. června se uskutečnil galakoncert Pavla Klimendy.

## Vydaná alba

### Česká hudební alba

#### Leden
| Den | Album                   | Umělec                         | Poznámky      |
| --- | ----------------------- | ------------------------------ | ------------- |
| 13. | Časomlýn                | NOTIME                         |               |
| 20. | České violové sonáty    | Kristina Fialová, Igor Ardašev |               |
| 27. | Lucie                   | Lucie                          | reedice na LP |
| 27. | In the Sky              | Lucie                          | reedice na LP |
|     | Sexappeal               | Inženýr Vladimír               |               |
|     | Ghost (Dubstract Remix) | Nèro Scartch                   | singl         |

#### Únor
| Den | Album              | Umělec                                            | Poznámky                    |
| --- | ------------------ | ------------------------------------------------- | --------------------------- |
| 1.  | Sedmero krkavců    | Dymytry                                           | EP                          |
| 2.  | Tady to někde je   | Vypsaná fiXa                                      |                             |
| 9.  | Konvolut           | Vlastimil Třešňák, Jan Štolba a Temporary Quintet |                             |
| 14. | Limetal            | Limetal                                           |                             |
| 16. | Vzpomínka          | Richter & syn                                     |                             |
| 17. | Vladimír Mišík     | Vladimír Mišík a Etc...                           | jubilejní edice, CD nebo LP |
| 17. | Dva kroky za tebou | ille                                              | singl                       |
| 24. | Dávno vím svý      | Helena Vondráčková                                | LP vyšlo 24. března 2017    |
| 24. | Nebyl, ale         | Vasilův Rubáš                                     |                             |
| 27. | EVE                | Lavra                                             |                             |
| 28. | Nepřipoutaný       | Wolf Lost In The Poem                             | singl                       |
|     | Společnost psů     | esazlesa                                          |                             |

#### Březen
| Den | Album                       | Umělec                          | Poznámky                  |
| --- | --------------------------- | ------------------------------- | ------------------------- |
| 1.  | Rivers                      | 1st Choice                      |                           |
| 1.  | Mapy labyrintu              | Miloš Janoušek                  |                           |
| 3.  | Světlo                      | Anna K                          | LP vychází 21. dubna 2017 |
| 3.  | Třínohý pes                 | Mňága a Žďorp                   | CD nebo LP                |
| 3.  | Meadows                     | Clarinet Factory                |                           |
| 10. | Eskalace dobra              | J.A.R.                          | LP vychází 28. dubna 2017 |
| 10. | Bez klobouku Boss           | Kapitán Demo                    |                           |
| 10. | Hodný holky zlý kluky chtěj | Harlej                          |                           |
| 10. | Beránci a vlci              | Beránci a vlci                  |                           |
| 10. | Čas růží                    | Karel Gott                      | 2CD nebo LP               |
| 10. | Best of                     | Heidi Janků                     | 2CD                       |
| 10. | Zpívánky 2                  | různí                           | DVD                       |
| 14. | ±0                          | ±0                              |                           |
| 17. | Old Town Square             | Jakub Ondra                     |                           |
| 17. | Hvězdy                      | Sebastian                       |                           |
| 17. | World in Conflict           | Makarov                         |                           |
| 17. | Kosti                       | Kolektivní halucinace           |                           |
| 17. | Zlatá éra (1983–1991)       | Poutníci                        | 2CD                       |
| 17. | 10 let                      | B-Side Band                     |                           |
| 21. | Nepřipoutaný                | Wolf Lost In The Poem           |                           |
| 24. | The Whitecrow               | Hypnos                          | vychází i deluxe edition  |
| 24. | Neboj                       | Cermaque                        |                           |
| 24. | Mým kořenům                 | Milli Janatková Quartet a hosté |                           |
| 31. | Jiskřící                    | Zrní                            |                           |
| 31. | Invisible Faces             | Tomáš Liška                     |                           |
| 31. | Týdytý                      | Skety                           |                           |
| 31. | Souřadnice                  | Nebe                            |                           |
| 31. | Sto tisíc slov              | René Souček                     |                           |
| 31. | (The) Last Summer           | Cold Cold Nights                | CD nebo LP                |

#### Duben
| Den | Album                                       | Umělec                                                | Poznámky                           |
| --- | ------------------------------------------- | ----------------------------------------------------- | ---------------------------------- |
| 1.  | Bílej mrak                                  | Louka Band                                            |                                    |
| 5.  | Prozpěvování                                | Jiří Suchý & Jitka Molavcová                          |                                    |
| 6.  | Co znamená vésti koně                       | The Plastic People of the Universe & Filharmonie Brno | CD+DVD                             |
| 7.  | Time's Arrow                                | Luboš Andršt & Energit                                |                                    |
| 7.  | Řekni, kde ty kytky jsou                    | Jiřina Fikejzová                                      |                                    |
| 7.  | Sklep Naposlech 2009–2011                   | Divadlo Sklep                                         |                                    |
| 7.  | Wanted – Písně Kurta Weilla                 | Dagmar Pecková                                        |                                    |
| 7.  | Poslední kovboj (Live)                      | Michal Tučný                                          |                                    |
| 7.  | Missariel                                   | Lucie Bílá                                            | 2CD, jubilejní edice               |
| 7.  | Beztíže                                     | Priessnitz                                            | reedice, 2LP vyšlo 10. května 2017 |
| 14. | Sůl                                         | Budoár staré dámy                                     | CD i LP                            |
| 14. | Živ je                                      | Tomáš Klus                                            | 2CD                                |
| 21. | Trny & Žiletky                              | Trny & Žiletky                                        |                                    |
| 21. | Idueto                                      | Xavier Baumaxa                                        |                                    |
| 21. | Dvanáctpomalých Pětrychlých Jednanová       | Leoš Mareš                                            |                                    |
| 21. | Ještě držím pohromadě                       | Petr Janda                                            |                                    |
| 21. | 2017                                        | Argema                                                |                                    |
| 21. | Impressions                                 | Kateřina Englichová & Vilém Veverka                   |                                    |
| 21. | Dobré nebe dobře ví                         | Roman Dostál                                          |                                    |
| 21. | J. S. Bach: Cembalové koncerty              | Zuzana Růžičková                                      | 2CD                                |
| 21. | Jonáš a tingltangl / Jonáš a doktor Matrace | Jiří Suchý & Jiří Šlitr                               | CD a LP                            |
| 28. | Neboj.                                      | David Stypka                                          |                                    |
| 28. | Protiklady                                  | SharkaSs                                              |                                    |
| 28. | Mirrors                                     | teepee                                                | EP                                 |
| 28. | Byt                                         | Květy                                                 | singl                              |
|     | I Don't Care                                | Mydy Rabycad                                          | singl                              |

#### Květen
| Den | Album                        | Umělec                                               | Poznámky                         |
| --- | ---------------------------- | ---------------------------------------------------- | -------------------------------- |
| 1.  | Sbohem a šáteček             | Wild Tides                                           |                                  |
| 5.  | Break                        | Debbi                                                |                                  |
| 5.  | Není nám do pláče            | Chinaski                                             | LP vyšlo 12. května              |
| 5.  | Tsunami                      | Divokej Bill                                         | CD a LP                          |
| 5.  | Antonín Dvořák: Stabat Mater | Česká filharmonie (dirigent Jiří Bělohlávek)         | 2CD                              |
| 5.  | 50 let                       | Fešáci                                               | 3CD                              |
| 7.  | Na počátku byl spam          | Insania                                              |                                  |
| 12. | V rozpitých barvách          | Jaroslav Hutka, Radim Hladík, Jan Hrubý, Petr Přibyl | LP vyšlo 3. května 2017          |
| 15. | Ostinata                     | Postižená oblast                                     |                                  |
| 16. | Terms And Conditions Apply   | Organic Quartet                                      | CD nebo LP                       |
| 17. | Kousky                       | Tomáš Pastrňák                                       |                                  |
| 19. | Sám se sebou                 | Michal Hrůza                                         | LP vyšlo 20. října 2017          |
| 19. | Petr Muk                     | Petr Muk                                             | 2CD, reedice k 20. výročí vydání |
| 19. | Trilogie souhvězdí           | Olympic                                              | 3LP                              |
| 23. | Vlasy                        | Pokáč                                                |                                  |
| 25. | Komik do půl osmé            | Květy                                                | LP vychází 28. června 2017       |
| 25. | Ultra! Ultra!                | Vladimir 518                                         |                                  |
| 26. | Live                         | Tata Bojs & SOČR                                     | CD nebo LP                       |
| 26. | Hostina                      | Dagmar Voňková                                       |                                  |
| 26. | Kavárna de Luxe              | Monkey Business                                      |                                  |
| 26. | Meditace                     | Blue Effect                                          | reedice, CD nebo LP              |
| 29. | Zvěřinec 2                   | Yellow Sisters                                       |                                  |
| 30. | United We Stand              | Dymytry                                              | EP, pouze digitální vydání       |
|     | Sensation                    | Mydy Rabycad                                         | singl                            |

#### Červen
| Den | Album                                                    | Umělec                                | Poznámky         |
| --- | -------------------------------------------------------- | ------------------------------------- | ---------------- |
| 1.  | Příliš starý na slávu...                                 | Petr Bublák                           |                  |
| 8.  | Mitgefangen Mitgehangen                                  | Lvmen                                 |                  |
| 9.  | Tak šel život                                            | František Nedvěd                      |                  |
| 9.  | Akt                                                      | Kittchen                              | album coververzí |
| 12. | Soukromé písně                                           | Lada Šimíčková a Ivo Cicvárek         |                  |
| 15. | Vulpea Lunatică                                          | Fanfán Tulipán                        | EP               |
| 16. | Ideon živě                                               | Marien                                |                  |
| 16. | Sauti Mafuta                                             | Tygroo                                |                  |
| 16. | Diamantová kolekce                                       | Helena Vondráčková                    | 5CD              |
| 23. | Hudba pro dechové nástroje                               | Belfiato Quintet                      |                  |
| 23. | Dvořák & Suk: Klavírní kvartety                          | Klavírní kvarteto Josefa Suka         |                  |
| 23. | Prague-Viena – Journey in Songs, hudba Prahy 18. století | Martina Janková a Barbara Maria Willi |                  |
| 23. | Omrvinky                                                 | Hana Hegerová                         | 2CD              |
| 23. | 25                                                       | Kryštof                               | 2CD              |
| 23. | Jen pro jednou                                           | Diva Baara                            | singl            |
| 27. | Já svý sny mám                                           | Vlady Gryc                            |                  |
| 28. | Proud                                                    | VR/Nobody                             |                  |
| 28. | Do It Better                                             | B4 a jiní                             | EP               |
| 30. | Poslední                                                 | Ben Cristovao                         | EP               |

#### Červenec
| Den | Album                | Umělec                                  | Poznámky     |
| --- | -------------------- | --------------------------------------- | ------------ |
| 14. | Dáma s čápem         | Jana Jelínková                          |              |
| 14. | Nečekaná návštěva    | Jaroslav Olin Nejezchleba               |              |
| 14. | Kto dokáže...        | Karel Gott & No Name                    | singl        |
| 18. | S nebem to mám dobrý | Vladimír Mišík, Radim Hladík, Jan Hrubý |              |
| 21. | Půl litru země       | Pacino                                  |              |
| 21. | Zlatá kolekce        | Jiří Malásek                            | 3CD          |
| 31. | Planeta Haj          | Máma Bubo                               | reedice, 2LP |

#### Srpen
| Den | Album                                                   | Umělec                                                  | Poznámky                   |
| --- | ------------------------------------------------------- | ------------------------------------------------------- | -------------------------- |
| 11. | The Antagonist                                          | Jan P. Muchow                                           | CD nebo LP                 |
| 18. | Obratník raka                                           | Citron                                                  | nevydané album z roku 1981 |
| 18. | Mozart: Klavírní koncerty                               | Jan Bartoš, Česká filharmonie, Jiří Bělohlávek          |                            |
| 18. | Eben: Smyčcový kvartet, Klavírní trio, Klavírní kvintet | Kvarteto Martinů, Karel Košárek                         |                            |
| 25. | Symfonie Manfred                                        | Petr Iljič Čajkovskij, Semjon Byčkov, Česká filharmonie |                            |
| 25. | Garden of Me                                            | Duende                                                  |                            |
| 31. | Zakopaný romance                                        | Martin Vajgl                                            |                            |
| 31. | Details                                                 | Limbo                                                   |                            |
| 31. | Raport                                                  | Tomáš Hrubiš                                            |                            |

#### Září
| Den | Album                     | Umělec                     | Poznámky           |
| --- | ------------------------- | -------------------------- | ------------------ |
| 1.  | Bicep                     | Bicep                      |                    |
| 6.  | Multitudes                | Pandoo                     |                    |
| 8.  | Trinity                   | Poetika                    |                    |
| 8.  | Sklep naposlech 2012–2014 | Divadlo Sklep              |                    |
| 8.  | Mrchožrout                | Ipah                       |                    |
| 8.  | Uniori                    | Pátí na světě              |                    |
| 8.  | Zlatá Helena              | Helena Vondráčková         | 2LP                |
| 8.  | Platinová Helena          | Helena Vondráčková         | 2LP                |
| 8.  | Balíček karet             | Mirek Černý                | reedice            |
| 8.  | Kresby tuší               | Martha Elefteriadu         | reedice            |
| 13. | Shovel & Mattock          | Band of Heysek             |                    |
| 13. | II                        | Jan Faix a Marian Petržela |                    |
| 14. | O lásku dál               | Alžběta Bohdanová          |                    |
| 15. | Vitajte                   | Ventolin                   |                    |
| 20. | První poslední            | Gazdina roba               |                    |
| 22. | Studna v poušti           | Radůza                     |                    |
| 22. | Star Boys                 | Těžkej Pokondr             | CD nebo LP         |
| 22. | Blázni                    | Petra Janů                 |                    |
| 22. | Concurrere                | Narajama                   |                    |
| 22. | The Beast Of Vojtaano     | Vojtaano                   | 2CD                |
| 22. | Na vlně Radosti           | Aneta Langerová            | CD+DVD             |
| 22. | Songy a balady            | Marta Kubišová             | reedice na CD i LP |
| 25. | Offline                   | Jaksi Taksi                |                    |
| 26. | Krajinou koster           | Člověk krve                | EP                 |
| 29. | Element                   | Imodium                    |                    |
| 29. | 66 nej + 1                | Olympic                    | 3CD                |
|     | Yellow                    | Mydy Rabycad               | singl              |

#### Říjen
| Den | Album                                       | Umělec                                         | Poznámky                                 |
| --- | ------------------------------------------- | ---------------------------------------------- | ---------------------------------------- |
| 1.  | Prázdniny                                   | Děti mezi reprákama                            |                                          |
| 1.  | Mess                                        | Fvtvre                                         | EP                                       |
| 3.  | Pyré                                        | Pyré                                           |                                          |
| 3.  | Wald Schneid                                | Oswald Schneider                               |                                          |
| 5.  | Exit Empire                                 | Exit Empire                                    |                                          |
| 5.  | Štěstí                                      | Nauzea Orchestra                               |                                          |
| 5.  | Superhrdinky                                | různí                                          | digitálně nebo jako limitovaná edice 2LP |
| 6.  | Dýchánek                                    | Jablkoň                                        |                                          |
| 6.  | Hlasitá revoluce                            | Tichá dohoda                                   |                                          |
| 6.  | 3FO3                                        | BomBarďák                                      |                                          |
| 6.  | 8 hlav šílenství – Písně inspirované filmem | Vladivojna La Chia                             |                                          |
| 6.  | Dědičná krev / Atd..                        | Jiří Smrž                                      | reedice                                  |
| 6.  | Original Albums vol. 2                      | Kabát                                          | reedice, 4CD                             |
| 9.  | Jan Kučera: Conductor and Composer          | Epoque Quartet                                 |                                          |
| 12. | Intracellular Pets                          | Hentai Corporation                             |                                          |
| 13. | Debut                                       | Diva Baara                                     |                                          |
| 13. | The Solipsist                               | Boris Carloff                                  |                                          |
| 13. | Neoantichrist                               | Solfernus                                      |                                          |
| 13. | S Tebou                                     | Hodiny                                         | EP                                       |
| 16. | Oblivion                                    | Frontier Guards                                |                                          |
| 20. | Struny                                      | Fast Food Orchetra                             |                                          |
| 20. | Konnichiwa                                  | Mirai                                          |                                          |
| 20. | Impossible Dream                            | Adam Plachetka                                 |                                          |
| 20. | Bohuslav Martinů: Epos o Gilgamešovi        | Česká filharmonie, Honeck Manf                 |                                          |
| 20. | Dvořák: Kvintety                            | Pavel Haas Quartet, Boris Giltburg, Pavel Nikl |                                          |
| 20. | Zpívá Karel Gott                            | Karel Gott                                     | reedice, CD i LP                         |
| 23. | Universum                                   | Ondřej G. Brzobohatý                           |                                          |
| 23. | Přítel člověka                              | Traband                                        | reedice                                  |
| 27. | Šest křížků                                 | František Černý                                |                                          |
| 27. | Konečně                                     | Dasha                                          |                                          |
| 27. | M.Y.D.Y.                                    | Mydy Rabycad                                   |                                          |
| 27. | Life and Happiness of Julian Tuwim          | Štěpánka Balcarová                             |                                          |
| 27. | Bílé vánoce Lucie Bílé II.                  | Lucie Bílá                                     |                                          |
| 27. | Něco o lásce                                | Pavel Dobeš                                    | reedice                                  |
|     | Pohledno                                    | Nanosféra                                      |                                          |
|     | Křehký mechanismus pozemského štěstí        | První hoře                                     |                                          |

#### Listopad
| Den | Album                                   | Umělec                                                 | Poznámky         |
| --- | --------------------------------------- | ------------------------------------------------------ | ---------------- |
| 1.  | Sine Amore Nihil                        | Krucipüsk                                              |                  |
| 2.  | Saffron Hills                           | Kalle                                                  |                  |
| 3.  | Holomráz                                | Slza                                                   |                  |
| 3.  | Uzavřenej kruh                          | Škwor                                                  |                  |
| 3.  | Zůstaň                                  | Karya                                                  |                  |
| 3.  | Christmas On The Blue Violin            | Pavel Šporcl                                           |                  |
| 3.  | Zlaté vánoční album                     | různí                                                  | 2CD              |
| 3.  | Futuretro                               | Tata Bojs                                              | reedice na LP    |
| 3.  | Dojem pocitů                            | Ruce naší Dory                                         | singl            |
| 7.  | Strom stínu a Bucinatores orchestra     | Strom stínu a Bucinatores orchestra                    |                  |
| 9.  | Po válce                                | Barbora Poláková                                       | singl            |
| 10. | Poruba                                  | Jaromír Nohavica                                       |                  |
| 10. | Honza Křížek                            | Honza Křížek                                           |                  |
| 10. | baset+                                  | Jan Baset Střítežský                                   |                  |
| 10. | Živě v Lucerně                          | Jelen                                                  | 2CD              |
| 10. | Čas můj za to stál                      | Věra Špinarová                                         | box 13CD         |
| 10. | Dnes                                    | Helena Vondráčková                                     | 2CD              |
| 10. | Petra a Petřina                         | Petra Janů a Ota Petřina                               | 4CD              |
| 10. | Proměna                                 | Ondřej Ruml                                            | reedice          |
| 11. | Já                                      | Markéta Konvičková                                     |                  |
| 13. | Zvíře jménem Podzim                     | Zvíře jménem Podzim                                    |                  |
| 13. | Země                                    | Luboš Soukup Quartet a Lionel Loueke                   |                  |
| 16. | (75) Quodlibet                          | Jiří Stivín                                            | 3CD              |
| 16. | Svítání                                 | Viktor Sodoma a Gomora a Václav Zahradník              |                  |
| 16. | Temporary Things                        | Sækədʒəwiːə                                            |                  |
| 16. | Zlatá kolekce                           | Jiří Zmožek                                            | 3CD              |
| 17. | V paralelním vesmíru                    | František Segrado                                      |                  |
| 17. | Feed Goals                              | Enchanted Lands                                        |                  |
| 17. | Česká mše vánoční                       | Jakub Jan Ryba, Magdalena Kožená                       | reedice, CD i LP |
| 17. | Alpum                                   | Franc Alpa                                             | CD               |
| 24. | Pozdraveno budiž světlo                 | Jiří Pavlica a Hradišťan a hosté                       |                  |
| 24. | Bethlehem                               | Beata Hlavenková                                       |                  |
| 24. | Zahradnictví (hudba z filmové trilogie) | Petr Ostrouchov                                        |                  |
| 24. | Cole Porter                             | Magdaléna Kožená a Ondřej Havelka a jeho Melody Makers |                  |
| 24. | 1979–2017 (setbox)                      | Citron                                                 | 12CD+2DVD        |
| 30. | Jihotaje                                | Jan Burian a Bizzare Band                              | 2CD              |
| 30. | Pajány                                  | PayaNoia                                               |                  |
| 30. | Světlo DuCHa                            | Ruce naší Dory                                         |                  |
| 30. | Life From the Monastery                 | Lavra                                                  |                  |
|     | Coral Beliefs Theory                    | Noční optika                                           |                  |

#### Prosinec
| Den | Album                             | Umělec                             | Poznámky                 |
| --- | --------------------------------- | ---------------------------------- | ------------------------ |
| 1.  | Hard Werk                         | Doga                               |                          |
| 1.  | Vánoce / Christmas                | Jan Smigmator                      |                          |
| 1.  | Je ti to málo                     | The Fialky                         |                          |
| 1.  | Vane, kde chce                    | Oboroh                             |                          |
| 1.  | Among Us                          | Antonín Gondolán                   | 2CD                      |
| 1.  | We Are TH!S                       | TH!S                               | EP                       |
| 3.  | I.                                | Sýček                              | digitálně nebo LP        |
| 4.  | Alfa                              | Ektor                              |                          |
| 8.  | Raper                             | Pavel Helan                        |                          |
| 8.  | Siločáry                          | Martin Kratochvíl                  | LP vyšlo 30. března 2018 |
| 8.  | Apokalyptickej pták               | The Plastic People of the Universe |                          |
| 8.  | Jiná hudba pro Kocoura Vavřince   | různí                              |                          |
| 12. | Spí vánoční pták                  | Květy                              |                          |
| 12. | Early Music                       | Jaromír Honzák                     |                          |
| 16. | Jam Again                         | John Hayllor                       |                          |
| 17. | Union / Deity                     | Lavra                              |                          |
| 27. | Malina Brothers & Kateřina Garcia | Malina Brothers & Kateřina Garcia  |                          |
| 30. | Hrubé domácí štěstí               | Innoxia Corpora                    |                          |

### Zahraniční hudební alba
| - 50:50@50 (Fairport Convention) - Night People (You Me at Six) - Gentlewoman, Ruby Man (Flo Morrissey a Matthew E. White) - Machine Messiah (Sepultura) - Mastery (Lancer) - Restless and Live (Accept) - Heart of the Phoenix (Victorius) - Return to Ommadawn (Mike Oldfield) - Immortals (Firewind) - Gods of Violence (Kreator) - Theater of Dimensions (Xandria) - Little Fictions (Elbow) - Bringer of Pain (Battle Beast) - Under Stars (Amy Macdonald) - The Continuous Evilution of Life's ?'s (Twiztid) - Dirty Projectors (Dirty Projectors) - War of Dragons (Bloodbound) - Drunk (Thundercat) - The Curse of the Iron King (Lux Perpetua) - Snake Attack (Harvey Mandel) - Rebels (Majesty) - ÷ (Ed Sheeran) - Spirit (Depeche Mode) - As the Stages Burn! (Arch Enemy) - Triplicate (Bob Dylan) - Infinite (Deep Purple) - Hopeless Romantic (Michelle Branch) - AZD (Actress) - Damn (Kendrick Lamar) - Architecture of a God (Labyrinth) - Death Song (The Black Angels) - Novum (Procol Harum) - The Source (Ayreon) - 14 Steps to Harlem (Garland Jeffreys) - Awaken the Guardian Live (Fates Warning) - Gargoyle (Mark Lanegan) - Rock n Roll Consciousness (Thurston Moore) - iO (John Cale) | - Sanctified (Low Society) - The Unity (The Unity) - Prevail I (Kobra and the Lotus) - One More Light (Linkin Park) - Reaching into Infinity (DragonForce) - No Grave but the Sea (Alestorm) - Legendary Years (Rhapsody of Fire) - Monkey Business (Margaret) - Is This the Life We Really Want? (Roger Waters) - City of No Reply (Amber Coffman) - The Nature of Time (Secret Sphere) - Hopeless Fountain Kingdom (Halsey) - The Optimist (Anathema) - …of the Dark Light (Suffocation) - Witness (Katy Perry) - Chuck (Chuck Berry) - Incorruptible (Iced Earth) - This Is the Sound (Cellar Darling) - Hydrograd (Stone Sour) - Gunmen (Orden Ogan) - Live Beyond the Spheres (Blind Guardian) - Monuments (Edguy) - Live in Wacken (Unisonic) - Defying Gravity (Mr. Big) - The Forest Seasons (Wintersun) - Zero Days (Prong) - Lust for Life (Lana Del Rey) - Seasons of the Black (Rage) - Paranormal (Alice Cooper) - Everything Now (Arcade Fire) - Come & Gone (Andrew Heermans) Rainbow - Kesha - The Rise of Chaos (Accept) - Live – Back to the Roots – Accepted! (U.D.O.) - Evocation II: Pantheon (Eluveitie) - Painted Ruins (Grizzly Bear) - Live at Masters of Rock (Korpiklaani) - Villains (Queens of the Stone Age) - Come Over When You're Sober, Pt. 1 (Lil Peep) | - The Solace System (Epica) - American Dream (LCD Soundsystem) - Medusa (Paradise Lost) - Scooter Forever (Scooter) - Codex Omega (Septicflesh) - Will to Power (Arch Enemy) - Hitchhiker (Neil Young) - Totenritual (Belphegor) - Two Path (Ensiferum) - Concrete and Gold (Foo Fighters) - Mareridt (Myrkur) - BCC IV (Black Country Communion) - Cryptoriana – The Seductiveness of Decay (Cradle of Filth) - Live at Pompeii (David Gilmour) - Sky Trails (David Crosby) - Shadows and Reflections (Marc Almond) - A Sentimental Education (Luna) - Fatal Command (Pänzer) - Heaven Upside Down (Marilyn Manson) - E (Enslaved) - Colors (Beck) - Carry Fire (Robert Plant) - Walk the Earth (Europe) - A Decade of Delain: Live at Paradiso (Delain) - V (Hollywood Undead) - Return from the Shadows (Within Silence) - Road Songs for Lovers (Chris Rea) - Berserker (Beast in Black) - Ultimate (Bryan Adams) - Lady in Gold: Live in Paris (Blues Pills) - 1755 (Moonspell) - Thrash Anthems II (Destruction) - Reputation (Taylor Swift) - The Book of Souls: Live Chapter (Iron Maiden) - The Architect (Paloma Faith) - From Spirits and Ghosts (Score for a Dark Christmas) (Tarja) - A City Once Divine (Terra Atlantica) - Greatest Hits: God's Favourite Band (Green Day) - Unleash the Love (Mike Love) - Kingslayer (Almanac) - The Visitor (Neil Young) - Ceremony and Devotion (Ghost) - One More Light Live (Linkin Park) |